# Cirklar (musikalbum)
Cirklar är ett studioalbum av CajsaStina Åkerström från 1998.

## Låtförteckning
Alla musik och alla texter är skrivna av CajsaStina Åkerström.
1. Cirklar – 3:17
2. Vänd dig om – 4:29
3. Revansch – 4:19
4. Skärvor – 4:06
5. Rytm – 3:59
6. Släck ljuset och kom – 4:37
7. Två – 4:54
8. Lågtryck – 3:52
9. Nu – 4:04
10. Vintermörker (kom, kom, kom) – 3:04

## Medverkande
- CajsaStina Åkerström – sång
- Kristoffer Wallman, Niklas Medin – keyboards
- Henrik Jansson, Lars Halapi, Matias Thorell – gitarr
- Sven Lindvall – bas
- Magnus Frykberg – trummor

## Listplaceringar
| Lista (1998) | Topplacering |
| ------------ | ------------ |
| Sverige      | 25 .         |